# Musculus obliquus capitis inferior

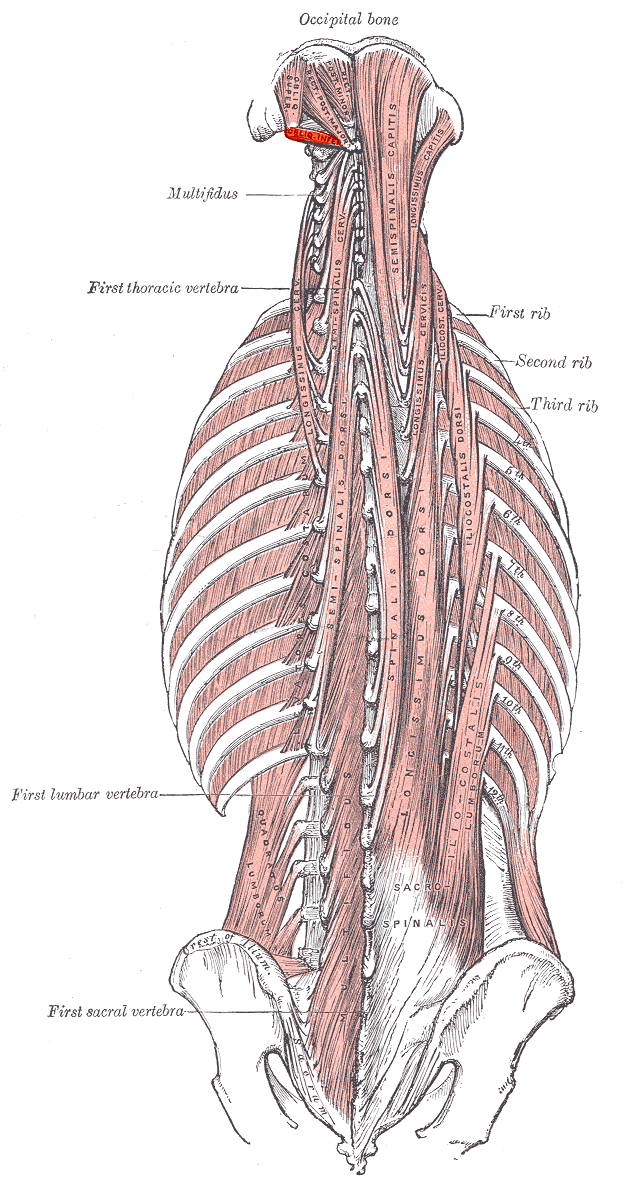
A hát és a tarkó izmai (a vörössel jelölt apró izom a obliquus capitis inferior)

A musculus obliquus capitis inferior egy apró izom az ember tarkójánál.

## Eredés, tapadás, elhelyezkedés
Az axis processus spinosus vertebrae-ről ered. A massa lateralis atlantison tapad.

## Funkció
Forgatja az articulatio atlantoaxialist.

## Beidegzés
A nervus suboccipitalis idegzi ne.

## Külső hivatkozások
- Kép, leírás